# Григорьевка (Красноярский край)
Григорьевка — село в Ермаковском районе Красноярского края. Административный центр Григорьевского сельсовета.

## География
Расположено на левом берегу реки Кебеж, вблизи места впадения в неё реки Большой Желомы. Абсолютная высота — 314 метров над уровнем моря.

## История
Основано в 1850 году. В 1926 году в селе имелось 171 хозяйство и проживало 875 человек (450 мужчин и 425 женщин). В национальном составе населения того периода преобладали русские. В административном отношении являлось центром Григорьевского сельсовета Ермаковского района Минусинского округа Сибирского края.

## Население
| 1989 | 2002 | 2010 |
| ---- | ---- | ---- |
| 691  | ↗785 | ↘642 |

Половой состав
По данным Всероссийской переписи населения 2010 года в гендерной структуре населения мужчины составляли 48,9 %, женщины — соответственно 51,1 %.
Национальный состав
Согласно результатам переписи 2002 года, в национальной структуре населения русские составляли 94 % из 785 чел.